# Slag bij Lynchburg
De Slag bij Lynchburg vond plaats op 17 juni – 18 juni 1864 op 3 km van Lynchburg, Virginia  tijdens de Amerikaanse Burgeroorlog als deel van de veldtochten in de Shenandoahvallei van 1864. Het Noordelijke leger onder leiding van generaal-majoor David Hunter probeerde de stad in te nemen. De Noordelijken werden echter tegengehouden door de Zuidelijken onder leiding van luitenant-generaal Jubal Anderson Early.

## Achtergrond
Tijdens het conflict werd Lynchburg gebruikt als een centrum voor bevoorrading en verzorging. Het was ook een halteplaats op de spoorlijnen die de Zuidelijke legers van de nodige voorraden voorzag. Daarom wou Hunter de stad veroveren. In navolging van een plan die uitgewerkt was door brigadegeneraal William W. Averell, vertrokken de infanteriedivisies van de brigadegeneraals George Crook en Jeremiah C. Sullivan op 10 juni 1864 vanuit Staunton. Ook de cavaleriedivisie van Averell rukte mee op.
Hunter had echter twee grote problemen. Enerzijds verwachtte hij hulp van generaal-majoor Philip Sheridan. Sheridan daagde echter nooit op door zijn problemen na de Slag bij Trevilian Station.  Anderzijds werden zijn communicatielijnen aangevallen door de 43rd Battalion Virginia Cavalry onder leiding van luitenant-kolonel John S. Mosby. Tussen 20 mei en 17 juni had slechts één kar met voorraden Hunter bereikt.
Op 11 juni vocht Hunter bij Lexington met Zuidelijke cavalerie onder leiding van brigadegeneraal John McCausland die zich terugtrok naar Buchanan, Virginia. Hunter gaf het bevel aan kolonel Alfred N. Duffié om met zijn cavaleriedivisie naar Lexington te komen. Ondertussen stak Hunter het Virginia Military Institute en het huis van een voormalige gouverneur John Letcher in brand. Toen Duffié op 13 juni arriveerde, stuurde Hunter Averell naar Buchanan om McCausland te verjagen en de brug over de James in handen te krijgen. McCausland kon de brug echter vernietigen voor de Noordelijken arriveerden. Hunter kwam aan in Buchanan op 14 juni. Tegen de avond van 15 juni hadden de Noordelijken Bedford in handen.
Ondertussen stuurde generaal-majoor John C. Breckinridge de cavalerie van brigadegeneraal John D. Imboden naar McCausland. De volgende dag arriveerde Breckinridge zelf in Lynchburg. Generaal-majoor Daniel H. Hill en brigadegeneraal Harry T. Hays bouwden aan een defensieve linie in de heuvels ten zuidwesten van de stad. Er vonden schermutselingen plaats tussen de cavalerie van McCausland en Averell bij New London. ’s Avonds voerden de Noordelijken een nieuwe aanval uit op McCausland en Imboden waarop de Zuidelijken New London verlieten.

## De slag
Op 17 juni arriveerde Early in Lynchburg rond 11.00u. Hij was gestuurd door generaal Robert E. Lee. Drie uur later botste Averell op de verschanste cavalerie van McCausland en Imboden op ongeveer 6 km van de stad. De Zuidelijken werden verdreven toen kolonel Carr B. Whites brigade deel nam aan de strijd. Op 3 km van de stad hadden twee brigades van generaal-majoor Stephen Dodson Ramseur zich in een redoute verschanst. Dit vertraagde de Noordelijke opmars opnieuw. Hunters eenheden sloegen hun tenten op om de volgende dag de strijd verder te zetten.
Op 18 juni arriveerden de generaals-majoor Arnold Elzey en Robert Ransom, Jr. vanuit Richmond. Elzey nam het bevel op zich van Breckinridges infanterie, terwijl Ransom de cavalerie overnam. Early opteerde voor een defensieve strategie. Hij wachtte nog op de rest van het Tweede korps van het Army of Northern Virginia. De redoute, Fort Early, vormde ondertussen het centrale sluitstuk van de Zuidelijken defensieve linie.
De divisie van generaal-majoor John Brown Gordon nam de linkerflank waar en de brigade van William G. Lewis de rechterflank. De cadetten van het Virginia Military Institute vormden de reserve bij Spring Hill Cemetery. De stad zelf werd verdedigd door de Confederate Home Guard.
Hunter, die niet overtuigd was van het feit dat Lee versterkingen naar Lynchburg had gestuurd, stelde Sullivans en Crooks divisies op voor het Zuidelijke centrum. Averell werd in reserve gehouden. Duffié diende de vijandelijke rechterflank aan te vallen. Na verkenningswerk wou Hunter een frontale aanval op de redoutes niet riskeren. Hij liet ondertussen luitenant-kolonel  Henry A. du Pont zijn 32 kanonnen opstellen. Crook werd op pad gestuurd om de vijandelijke linkerflank te flankeren, maar gaf deze poging al snel op. Op dit moment vielen de Zuidelijken Sullivan en du Pont aan. Deze aanval kon met de terugkeer van Crook afgeslagen worden. Ook een tweede Zuidelijke poging om tussen Sullivan en Duffié door te breken mislukte. De Noordelijken kregen een tekort aan munitie. Tegen het invallen van de duisternis trok Hunter zich terug.

## Gevolgen
Early zette de achtervolging in. Ze rukten meer dan 90 km op in drie dagen. Toen liet Early het initiatief over aan Hunter. Deze trok zich terug uit de vallei naar West Virginia.
Hiermee waren de broodnodige bevoorradingslijnen nog altijd in Zuidelijke handen.